# Relações entre Brasil e Romênia
As relações Brasil-Romênia referem-se às relações diplomáticas entre a República Federativa do Brasil e a Romênia. Ambas as nações são membros das Nações Unidas.

## História
No início do século 20, migrantes da Romênia (e especificamente da província romena da Bessarábia (atual Moldávia )) imigraram para o Brasil. Entre os romenos, muitos eram alemães e polacos étnicos que residiam na Romênia na época. Como resultado, mais de 40.000 brasileiros são de origem romena.
Os contatos iniciais entre o Brasil e a Romênia foram feitos em 1880. Em 1928, ambas as nações estabeleceram relações diplomáticas formais. Naquele mesmo ano, a Romênia abriu uma legação diplomática no Rio de Janeiro, a primeira na América Latina. O Brasil retribuiu o gesto em 1929. O Brasil encerrou sua missão em 1939 com o início da Segunda Guerra Mundial.
Em agosto de 1942, o Brasil declarou guerra às potências do eixo e, como resultado, rompeu relações diplomáticas com a Romênia, pois inicialmente eram aliados da Alemanha Em 1961, o Brasil restabeleceu relações diplomáticas com a Romênia e, em 1962, o Brasil abriu uma legação diplomática em Bucareste Em 1974, ambas as nações transformaram suas legações em embaixadas.
Em junho de 1975, o secretário-geral romeno Nicolae Ceaușescu fez uma visita oficial ao Brasil, a primeira de um chefe de estado romeno. Enquanto esteve no Brasil, Ceaușescu se reuniu com o presidente brasileiro Ernesto Geisel e foi condecorado com a Ordem do Cruzeiro do Sul. Haveria várias outras visitas de políticos romenos ao Brasil.
Em outubro de 2004, o vice-presidente brasileiro José Alencar tornou-se o político de mais alto nível a visitar a Romênia. Enquanto na Romênia, ele se encontrou com o presidente romeno Ion Iliescu e Alencar foi presenteado com a Ordem da Estrela da Romênia. Em 2010, o chanceler brasileiro Celso Amorim também fez uma visita à Romênia.
Em junho de 2013, um Grupo de Amizade entre os parlamentos brasileiro e romeno foi estabelecido. O Grupo Parlamentar de Amizade Brasil-Romênia foi criado na 56ª legislatura da Câmara dos Deputados. Em junho de 2017, foi realizada uma consulta política conjunta entre as duas nações em Brasília.

## Visitas de alto nível

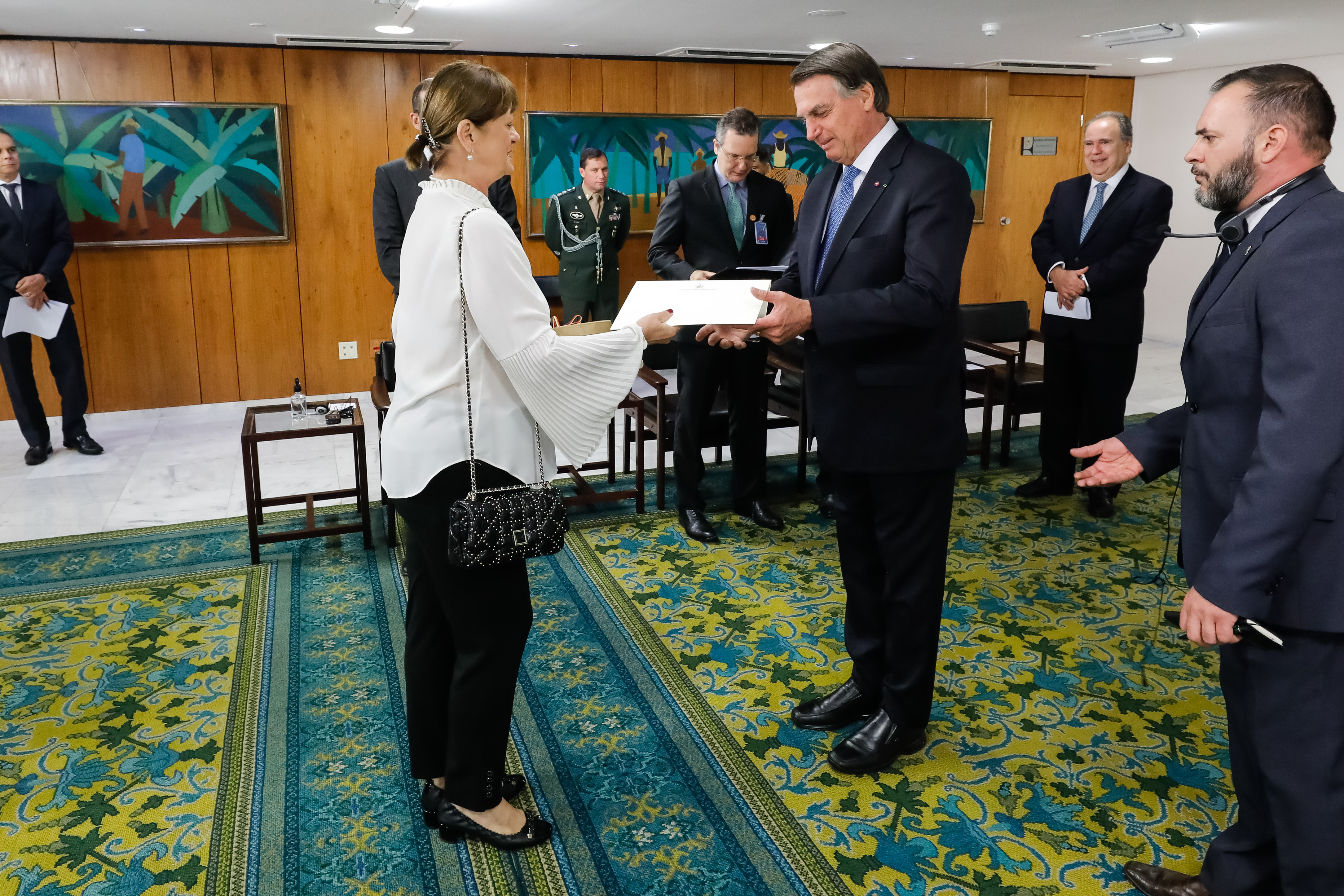
O presidente brasileiro Jair Bolsonaro recebendo as credenciais da recém-nomeada Embaixadora da Romênia Monica-Mihaela Stirbu; Outubro de 2021.

Visitas de alto nível do Brasil à Romênia
- Vice-presidente José Alencar (2004)
- Chanceler Celso Amorim (2010)

Visitas de alto nível da Romênia ao Brasil
- Secretário-geral Nicolae Ceaușescu (1975)
- Primeiro Ministro Petre Roman (1991)
- Presidente Ion Iliescu (1992)
- Primeiro Ministro Nicolae Văcăroiu (1994)
- Presidente Emil Constantinescu (2000)
- Primeiro Ministro Adrian Năstase (2003)
- Presidente Klaus Iohannis (2023)

## Acordos bilaterais
Ambas as nações firmaram diversos acordos bilaterais, como Acordo de Transferência de Tecnologia na Área Farmacêutica (1975); Acordo sobre transporte marítimo (1977); Acordo de Cooperação Científica e Tecnológica (1983); Memorando de Entendimento para o estabelecimento de um mecanismo de consulta entre os Ministérios das Relações Exteriores de ambas as nações (1991); Acordo cultural (1992); Acordo de Cooperação no Combate à Produção e Tráfico de Drogas e Substâncias Psicotrópicas, Abuso e Dependência de Drogas (1999); Acordo de Extradição (2003); Acordo sobre o exercício de atividade remunerada por familiares dos setores diplomático, consular, marítimo, militar, administrativo e técnico (2010); e um Acordo de Auxílio Judiciário Mútuo em Matéria Penal (2017).

## Missões diplomáticas residentes
- O Brasil tem embaixada em Bucareste.[11]
- A Romênia tem embaixada em Brasília e consulado-geral no Rio de Janeiro.[2]